# フロレアル級フリゲート
フロレアル級フリゲート（フランス語: Frégate de surveillance type Floréal）は、フランス海軍のフリゲートの艦級。6隻が建造された他、モロッコにも2隻が輸出された。

## 来歴
フランス海軍は従来、海外県・海外領土での洋上警備・救難など領海・排他的経済水域保全を主任務として通報艦（Aviso）を整備してきた。しかし冷戦終結前後より低強度紛争・非対称戦争に対処する必要性がクローズアップされるようになった。このことから、通報艦よりも大型で汎用性に優れた哨戒フリゲート（Frégate de surveillance）として整備されたのが本級である。
本級の建造は1988年度の海軍予算で初めて盛り込まれ、1988年4月、最初の2隻がアトランティーク造船所に対して発注された。

## 設計
本級では、コスト低減のため、積極的に商船の技法が導入されており、フランスの船級協会であるビューロー・ベリタスの規則に準拠して設計されている。これにより、船価はラファイエット級の3分の1程度に抑えられた。
艦型としては長船尾楼型が採用され、ヘリコプター甲板の高さと船内容積を確保している。艦内にはコマンド部隊25名分の待機スペースがあり、また350立方メートルの物資を搭載できる。
従来の通報艦と同様、小型の艦型で航続性能を確保するためディーゼル主機とされているが、船型の大型化に伴いCODAD方式が採用された。主機は直列6気筒の高速ディーゼルエンジンであるSEMT ピルスティク6PA6 L280BTCであり、両舷2基ずつ計4基の主機は、減速機を介して両舷各1軸の推進器（可変ピッチ式プロペラ）に接続される。抗堪性よりは整備性を重視して、主機室は1室構成とされている。390トンの燃料を搭載しており、15ノットで巡航して10,000海里 (19,000 km)、連続行動日数50日という航続性能を確保している。

## 装備
上記のような経緯から、マルチハザード化およびグローバル化に伴う任務の多様化に対応して、従来の通報艦と同様の警備・救難・漁業監視任務とともに、自国民・非戦闘員の救出をはじめとする戦争以外の軍事作戦への対処能力が増強されている。装備の面では、おおむね前任のA69型通報艦のものが踏襲されているが、対潜戦に必須の水測・水雷装備は搭載されず、また予算面の問題から艦対艦ミサイルもより旧式の機種とされた。
一方で、汎用性を重視した結果、従来の通報艦にはなかった航空運用機能が追加されている。船尾楼後部はヘリコプター甲板とされており、長さ23×幅14mを確保した。また上部構造物後端に設けられた格納庫は大型のAS.332 シュペルピューマまで収容可能であるが、平時の艦載機は、より小型のSA.316 アルエットIIIまたはAS.565 パンテルとされている。荒天時でも航空運用機能を確保するためフィンスタビライザーが装備されており、シーステート5まで航空機の運用が可能とされている。
メインセンサーとなる対空・対水上捜索用レーダーは、1990年に発表されたばかりの新型機であるDRBV-21が搭載された。これはDRBV-26をもとに開発された簡易版で、Lバンドを利用する2次元レーダー、半導体素子化された送信機とデジタル処理によるパルス圧縮技術を備えており、対空で110km、対水上で80kmの最大探知距離を有する。また航法用のラカル・デッカRM1290レーダー（フランス海軍呼称はDRBN-34）は、ヘリコプターの着艦誘導支援にも用いられる。なお100mm主砲の砲射撃指揮装置（GFCS）としては電子光学式のナジールが搭載されている。

## 同型艦一覧
艦名は全てフランス革命暦の月名から採られている。太平洋やインド洋の海外領土に配置されている事もあり、しばしば日本にも来航している。
| #     | 艦名                         | 起工           | 進水           | 就役            | 配備先                                        |
| ----- | ---------------------------- | -------------- | -------------- | --------------- | --------------------------------------------- |
| F 730 | フロレアル Floréal           | 1990年 4月2日  | 1990年 10月6日 | 1992年 5月27日  | レユニオン (南インド洋管区)                   |
| F 731 | プレリアル Prairial          | 1990年 9月11日 | 1991年 3月16日 | 1992年 5月20日  | パペーテ (ポリネシア駐屯軍)                   |
| F 732 | ニヴォーズ Nivôse            | 1991年 1月16日 | 1991年 8月10日 | 1992年 10月16日 | レユニオン (南インド洋管区)                   |
| F 733 | ヴァントーズ Ventôse         | 1991年 6月28日 | 1992年 3月14日 | 1993年 5月5日   | フォール＝ド＝フランス (アンティル諸島駐屯軍) |
| F 734 | ヴァンデミエール Vendémiaire | 1992年 1月17日 | 1992年 8月23日 | 1993年 10月21日 | ヌメア (ニューカレドニア駐屯軍)               |
| F 735 | ジェルミナル Germinal        | 1992年 8月17日 | 1993年 3月14日 | 1994年 5月17日  | フォール＝ド＝フランス (アンティル諸島駐屯軍) |